# Sunburn (Sun)
Sunburn è il terzo album in studio del gruppo Funk/R&B Sun. È stato uno dei loro maggiori successi, sia perché contiene il loro miglior singolo Sun Is Here, sia per il precedente, quasi totale, cambio di formazione, la quale rimane la migliore nella storia del gruppo.

## Tracce
1. Intro: You Are My Sunshine – 0:15 (Jimmie Davis, Charles Mitchell)
2. Sun Is Here – 5:02 (Byron Byrd, Kim Yancey)
3. Dance (Do What You Wanna Do) – 6:05 (Keith Cheatham)
4. When You Put Your Hand In Mine – 5:54 (Byron Byrd)
5. You're The One – 4:18 (Byron Byrd)
6. Long Drawn Out Thang – 6:15 (Byron Byrd, Keith Cheatham, Curtis Hooks, Kym Yancey)
7. You Don't Have To Hurry – 5:11 (Byron Byrd, Kym Yancey)
8. She Lives Alone – 4:37 (Byron Byrd, Keith Cheateam, Kym Yancey)
9. Sun Of A Gun – 4:54 (Byron Byrd, Kym Yancey)

## Formazione
- Byron Byrd - sassofono, trombone, flauto, basso, pianoforte, tastiere, voce principale e cori
- Kym Yancey - batteria, percussioni, cori
- Gary King - trombone, cori
- Sonnie Talbert - organo, Clavinet, sintetizzatore, tastiere, chitarra, cori
- Keith Cheatham - chitarra, trombone, percussioni, voce principale e cori
- Ernie Knisley - tromba, sassofono, percussioni, Congas, cori
- Curtis Hooks - basso, sassofono, voce principale e cori
- Robert Arnold - tromba, cori
- Nigel Boulton - tromba, flicorno, pianoforte, cori

## Classifica
| Classifica (1978)         | Posizione |
| ------------------------- | --------- |
| Billboard Pop Albums      | 69        |
| Billboard Top Soul Albums | 21        |

### Singoli
| 1978 | Sun Is Here                  | 18 |
| 1978 | Dance (Do What You Wanna Do) | 92 |